# Youngtown
Youngtown è una località degli Stati Uniti d'America, situata nella contea di Maricopa, nello Stato dell'Arizona.